# القصر الجديد (الخنك)
القصر الجديد هي إحدى مشيخات المملكة المغربية، تتبع جغرافيا لإقليم الرشيدية وإداريًا لالخنك. يقدر عدد سكانها بـ 3393 نسمة حسب الإحصاء الرسمي للسكان والسكنى لسنة 2004.